# Jumper (chanson)
Singles de Third Eye Blind
Losing a Whole Year
(1997) Anything
(1999)
Jumper est une chanson du groupe de rock américain Third Eye Blind, tirée de leur premier album studio éponyme sortie en 1997. La chanson est écrite et produite par le leader du groupe Stephan Jenkins, avec une production supplémentaire d'Eric Valentine. Elektra Records l'a publie en tant que cinquième et dernier single de l'album le 4 août 1998. Les paroles de Jumper, chanson de rock alternatif et de power pop acoustique, parlent d'un acte de suicide et Stephan Jenkins appelle à une plus grande compassion humaine.
Aux États-Unis, la chanson atteint la cinquième place du Billboard Hot 100 et se classe dans les dix premières places de plusieurs classements par genre. Elle atteint également le top 10 au Canada.

## Écriture et inspiration
Jumper est écrite uniquement par Stephan Jenkins, le leader du groupe. Il avait l'intention d'écrire une chanson sur les dangers de l'intimidation, la trame narrative de la chanson se concentrant sur un « ami gay qui saute d'un pont et se tue », inspirée par un ami du manager du groupe, Eric Godtland, qui s'est suicidé au lycée à cause des brimades qu'il a subies en raison de sa sexualité. Lors d'une interview avec SongFacts, il déclare que le concept de la chanson a été développé à partir de ses propres expériences d'enfance traumatisantes. Bien que la chanson soit écrite comme une complainte, Jenkins exprime qu'un message plus large de Jumper est d'avoir de la compréhension et de la compassion les uns pour les autres.
Depuis la parution du titre, Stephan Jenkins remarque que la signification de la chanson a changé pour de nombreux auditeurs. Il estime que la signification de la chanson n'a pas été entièrement comprise lors de sa sortie, bien que « maintenant, elle a cette vraie légèreté ». Lyndsey Parker de Yahoo ! Entertainment qualifie la chanson d'« hymne anti-harcèlement », ce qui a incité Stephan Jenkins à reconnaître qu'il pense que la chanson a trouvé un écho auprès de nombreux auditeurs LGBT.

## Enregistrement et mixage
Stephan Jenkins déclare, à propos de l'enregistrement de Jumper : « voulais un vrai bruit sourd dans la batterie... Je voulais une épaisseur dans les médiums, alors nous avons mis la batterie dans une pièce plus petite et ouvert les portes pour qu'elle ait l'air de respirer. Pour « Jumper », j'ai donné à Brad - qui utilise de grosses baguettes - de petites baguettes, et j'ai placé la console au milieu de la pièce, sans réverbération, à la manière des Beatles ».
Eric Valentine est responsable du mixage de la piste, qui est réalisé aux studios The Site, H.O.S, et Toast. Ted Jensen masterise la piste aux Sterling Sound Studios à New York.

## Listes de titres et formats
CD, cassette et 45 tours
1. Jumper ( radio edit) - 4:06
2. Graduate (remix) - 3:26

## Crédits et personnel
Les crédits et le personnel sont adaptés des notes de pochette de l'album de Third Eye Blind.
- Kevin Cadogan - guitare, chant
- Brad Hargreaves - batterie
- Stephan Jenkins - auteur, voix, guitares, percussions, arrangements au clavier, producteur
- Arion Salazar - basse, chant, piano
- Eric Valentine - ingénierie, producteur, mixage
- Ted Jensen - mastering

## Classements
| Classement (1998–1999)                 | Meilleure position |
| -------------------------------------- | ------------------ |
| Canada (Top Singles)                   | 10                 |
| États-Unis (Hot 100)                   | 5                  |
| États-Unis (Adult Alternative Airplay) | 17                 |
| États-Unis (Adult Pop Songs)           | 5                  |
| États-Unis (Alternative Songs)         | 9                  |
| États-Unis (Pop Airplay)               | 2                  |

| Classement (1998)                 | Position |
| --------------------------------- | -------- |
| US Adult Top 40 (Billboard)       | 54       |
| US Mainstream Top 40 (Billboard)  | 43       |
| US Modern Rock Tracks (Billboard) | 32       |

| Classement (1999)                 | Position |
| --------------------------------- | -------- |
| Canada Top Singles (RPM)          | 89       |
| US Billboard Hot 100              | 40       |
| US Adult Top 40 (Billboard)       | 11       |
| US Mainstream Top 40 (Billboard)  | 28       |
| US Modern Rock Tracks (Billboard) | 99       |

## Certifications
| Région                                                                     | Certification | Ventes/Streams |
| -------------------------------------------------------------------------- | ------------- | -------------- |
| Nouvelle-Zélande (RMNZ)                                                    | Or            | 15 000*        |
| États-Unis (RIAA)                                                          | 3 × Platine   | 3 000 000^     |
| xNon précisé par la certification ‡ventes/streaming selon la certification |               |                |

## Historique des sorties
| Région     | Date            | Format(s)                   | Label(s) | Ref.   |
| ---------- | --------------- | --------------------------- | -------- | ------ |
| États-Unis | 4 août 1998     | Contemporary hit radio (en) | Elektra  | [ 24 ] |
| États-Unis | 12 janvier 1999 | - 45 tours - CD - cassette  | Elektra  | [ 25 ] |